# Вердер (пиштољ)
Вердеров пиштољ М1869 (енгл. Werder pistol model 1869), немачки спорометни пиштољ који је од 1869. до 1882. био у наоружању војске Краљевине Баварске.

## Карактеристике
Вердеров једнометни пиштољ настао је адаптацијом баварске војничке пушке Вердер коју је 1868. патентирао Јохан Лудвиг Вердер, директор фабрике оружја у Нирнбергу. Као и пушка, пиштољ је имао падајући блок-затварач (инспирисан америчком пушком Пибоди) и два обарача - предњи, који се притискао унапред, и задњи, класичан. Притискање предњег обарача отварало је затварач (обарајући га наниже) и избацивало празну чауру, док је натезање ороза (заправо продужетка полуге затварача, који је по облику и локализацији подсечао на ороз) подизало затварач,  затварало сандук и напињало ударну иглу у затварачу. Овај систем веома брзог избацивања празних чаура омогућавао је веома брзу паљбу за оно време, пошто је код раних острагуша вађење чахуре било најспорији део гађања.